# Kitsais

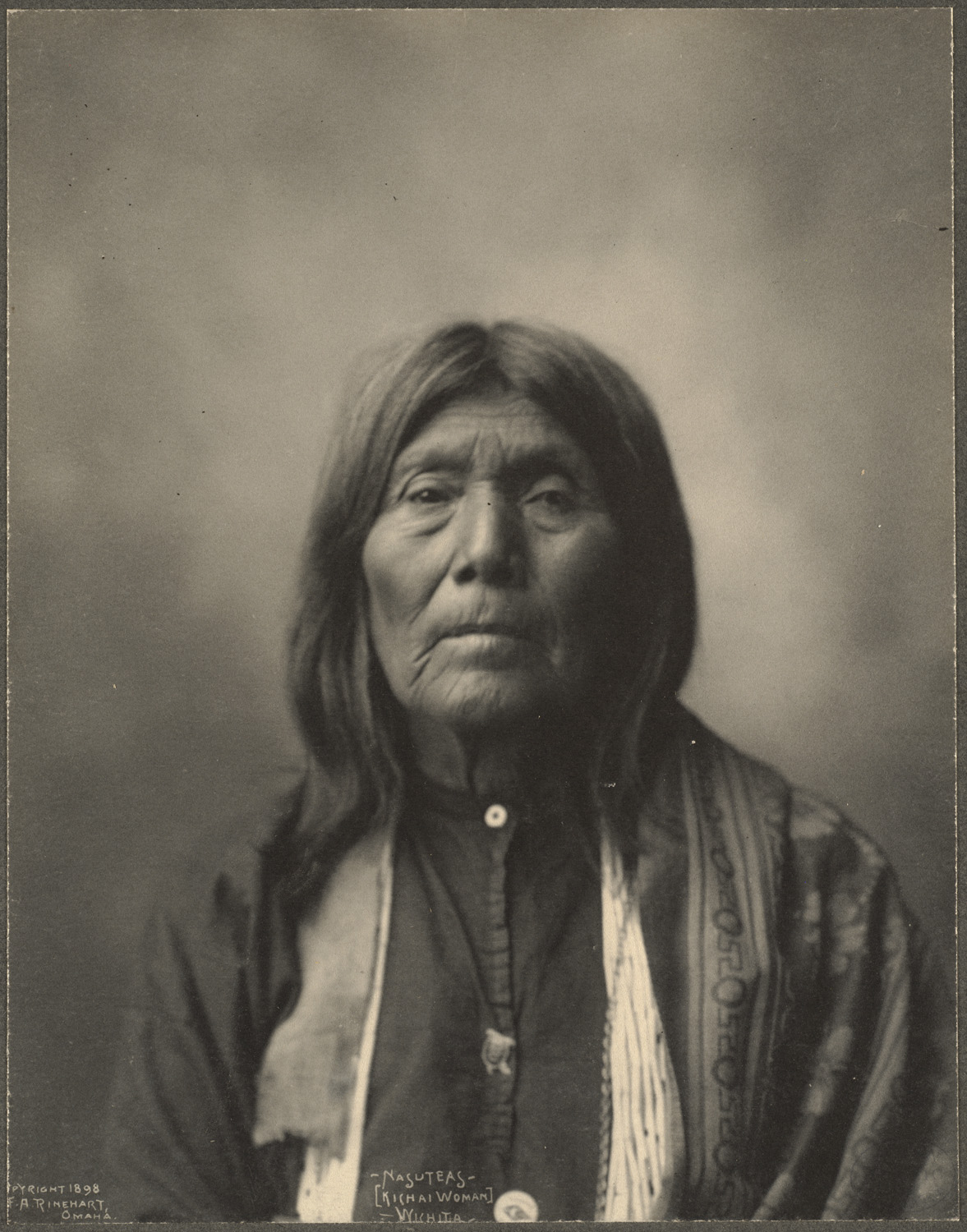
Natuseas, dona kitsai

Els kitsais, kichais o k'itsäsh són un grup d'amerindis dels Estats Units del grup caddo del sud de les Grans Planes. Igual que les altres tribus de filiació caddo, els kitsais eren, i són, agricultors.
L'ètnia es va extingir al segle XX com a tribu diferenciada, i l'última parlant fluida de la llengua kitsai va ser Kai Kai, una dona indígena d'Anadarko (Oklahoma) que va col·laborar amb Alexander Lesser per documentar el seu llenguatge.

## Història
Històricament, el territori kitsai incloïa el centre-sud d'Oklahoma i el centre-nord de Texas, a l'oest del territori dels caddo, especialment al llarg del riu Red. Tot i que sense certesa, s'ha relacionat diversos indrets arqueològics al nord de Texas (coneguts com a "llocs de Gilbert") amb els kitsais. Fins i tot alguns arqueòlegs creuen que els ancestres dels kitsais van ser els homes prehistòrics de Spiro Mounds.
Cap a 1701, els kitsais es trobaven aigües amunt del riu Red i al sud, a les fonts superiors del riu Trinity, a Texas. El 1712, alguns d'ells van estar en guerra contra els hasinai, que vivien aigües avall del riu Trinity. El 1719, Jean-Baptiste Bénard de la Harpe va reunir els kitsais al riu Canadian, a prop de Nou Mèxic per combatre els apatxes. La tribu es va aliar als francesos i es va mantenir en aquesta posició durant un temps.
En aquest moment, els kitsais van iniciar-se en la doma dels seus primers cavalls. Els matrimonis fora de la tribu es practicaven amb els kadohadacho (una tribu caddo). Segons diversos documents francesos i espanyols, els kitsais eren agricultors i caçadors, com la majoria dels pobles caddo. Es van dividir posteriorment en dos grups. Un grup es va aliar al nord amb els wichita i l'altre es fusionà amb els kadohadacho i altres bandes caddo.
Cap al 1772, el seu principal assentament tenia 30 cases i 80 guerrers, i es trobava on ara hi ha Palestine (Texas). El 1778, un segon nucli es localitzava al sud del llogaret principal, probablement en el lloc on actualment hi ha Salt City. En total, la tribu comptava amb un centenar de guerrers.
Com totes les altres tribus, els kitsais van patir l'arribada de noves malalties, així com els conflictes entre els francesos, els espanyols i els anglesos pel control de la regió. Com a resultat de tot això, la seva població va disminuir significativament. Els kitsais supervivents van formar una sola tribu amb els wichita el 1835, mitjançant la signatura d'un tractat amb els Estats Units.
No obstant això, el 1837 els rangers de Texas van lluitar amb els kitsais durant la Batalla de les cases de pedra, en la qual els kitsais van sortir victoriosos malgrat perdre el seu líder en la primera topada.
El 1855, els kitsais, juntament amb altres petites tribus, es van assentar en la reserva indígena del riu Brazos. Tres anys més tard es van refugiar al nord del territori indi i es van unir als wichita, que també es dedicaven a l'agricultura, i tenien cases i costums similars.
En l'actualitat, els kitsais no existeixen com una tribu reconeguda. Els seus descendents viuen entre les tribus reconegudes federalment Nació Caddo d'Oklahoma i Tribus Wichita i Afiliats al centre-oest d'Oklahoma, així com alguns amb la Nació Delaware. Aquestes tribus viuen majoritàriament al sud-oest d'Oklahoma, especialment al comtat de Caddo, on foren reubicats per la força per part del Govern dels Estats Units en el segle xix.
El 1977, la seva població s'estimava en 350 persones.